# Huisdraaigatje
Het huisdraaigatje (Tapinoma sessile) is een mierensoort uit de onderfamilie van de Dolichoderinae. De wetenschappelijke naam van de soort is voor het eerst geldig gepubliceerd in 1836 door Say.